# Charles Cocks (1er baron Somers)
Charles Cocks, 1er baron Somers (29 juin 1725 - 30 janvier 1806), connu sous le nom de Sir Charles Cocks, 1er baronnet, de 1772 à 1784, est un homme politique britannique qui siège à la Chambre des communes de 1747 à 1784.

## Biographie
Il est le fils de John Cocks et de son épouse Mary Cocks, sa cousine et fille de Thomas Cocks de Castleditch et est né le 29 juin 1725. Son grand-père paternel Charles Cocks est le mari de Mary Somers, sœur de John Somers, 1er baron Somers, Lord grand chancelier. Il s'inscrit au Worcester College d'Oxford en 1742 et entre au Lincoln's Inn en 1745, où il est admis au barreau en 1750.
Il est élu député de Reigate aux élections générales de 1747 et occupe ce siège jusqu'en 1784. Il est nommé greffier des livraisons de l'Ordnance de 1758 à 1772 et greffier de l'Ordnance de 1772 à 1782.
Il succède à son père en 1771 et l'année suivante est créé baronnet de Dumbleton dans le comté de Gloucester. Le 17 mai 1784, la baronnie héritée de son grand-oncle est ravivée lorsqu'il est élevé à la pairie sous le nom de baron Somers, d'Evesham dans le comté de Worcester.
Lord Somers épouse en 1759 Elizabeth, fille de Richard Eliot et Harriot, fille naturelle de James Craggs le jeune. Après sa mort en 1771, il épouse en 1772 Anne, fille de Reginald Pole. Il y a des enfants de ses deux mariages. Lord Somers meurt en janvier 1806, à l'âge de 80 ans. Son fils, son premier mariage, John Cocks (1er comte Somers), qui est créé comte Somers en 1821, lui succède. Anne, Lady Somers, décéda en 1833.